# Busdorf

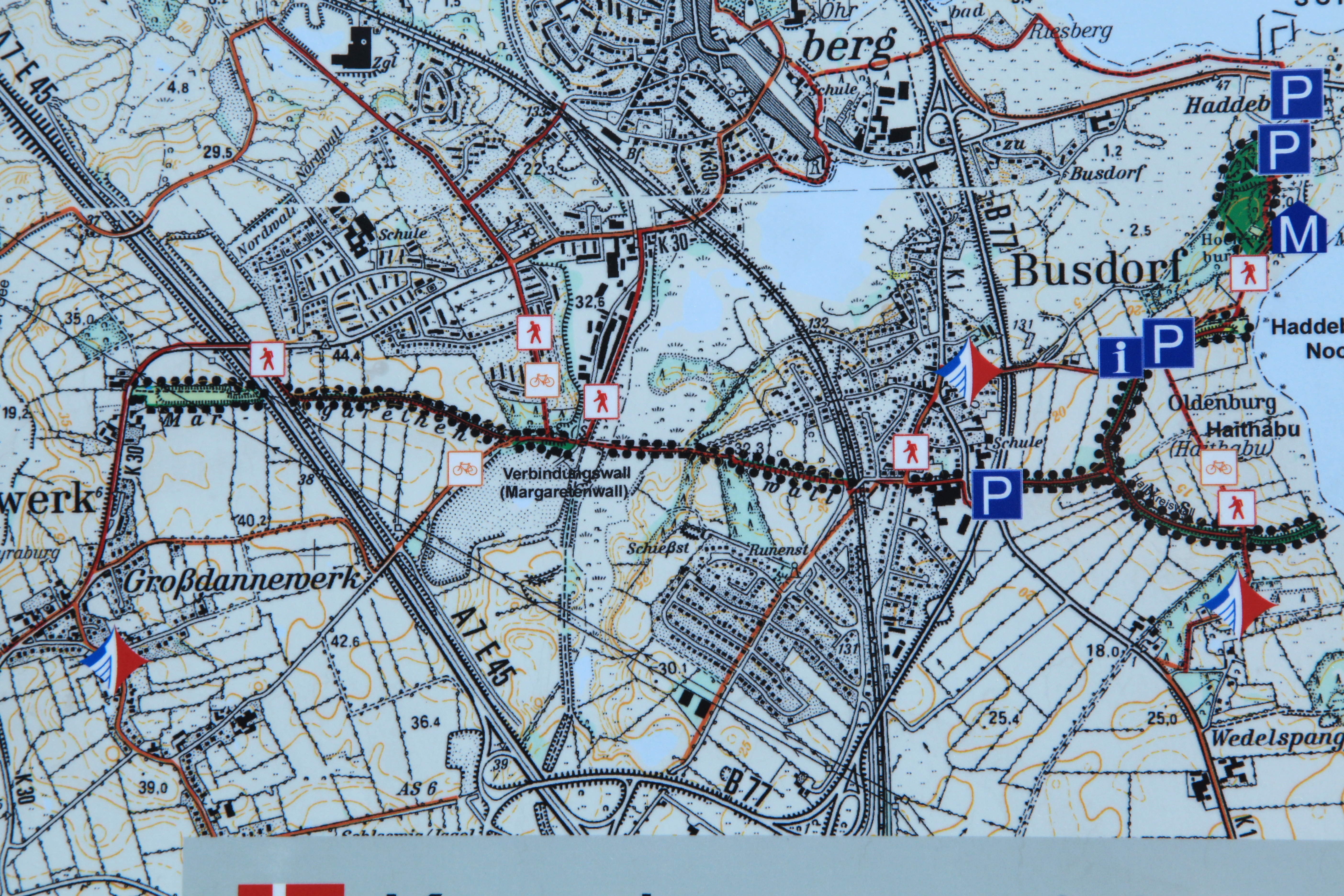
Busdorf mit Haithabu und dem Danewerk auf einer Karte

Busdorf ['buːsˌdɔʁf] (dänisch: Bustrup) ist eine Gemeinde im Kreis Schleswig-Flensburg in Schleswig-Holstein. Die Gemeinde ist der Verwaltungssitz des Amtes Haddeby.

## Geographie

### Geographische Lage
Das Gemeindegebiet von Busdorf erstreckt sich im äußersten südlichen Bereich der naturräumlichen Haupteinheit Angeln am Ende des Meeresarms Schlei der Ostsee auf dem südlichen Ufer. Im Nordwesten des Gemeindegebiets befindet sich der Busdorfer Teich.
Entlang der Gemeindegrenze nach Dannewerk befindet sich, östlich der Bundesautobahn 7, das NATURA-2000-Schutzgebiet FFH-Gebiet Busdorfer Tal.

### Gemeindegliederung
Die Gemeinde ist siedlungsgeographisch in mehrere Siedlungen untergliedert. Neben dem Dorf gleichen Namens befinden sich auch die Häusergruppen Grundlos und Haddeby, außerdem die Haussiedlung Wittgenstein als weitere Wohnplätze im Gemeindegebiet. Der Name Haddeby leitet sich von der historischen Siedlung Haithabu ab. Der Ortsteil Haddeby liegt nördlich von Haithabu an der Schlei.

### Nachbargemeinden
Direkt angrenzende Gemeindegebiete von Busdorf sind:
| Schleswig (Stadtteil Friedrichsberg) | Schleswig                                   |          |
| Dannewerk                            | Kompassrose, die auf Nachbargemeinden zeigt | Fahrdorf |
|                                      | Jagel                                       | Selk     |

## Geschichte
Eine jungsteinzeitliche und bronzezeitliche Besiedlung des Ortsgebiets ist archäologisch nachgewiesen. Auch die Siedlungsreste des wikingerzeitlichen Haithabu und der Skarthi-Stein, ein wohl Anfang des 11. Jahrhunderts aufgestellter Runenstein, liegen im heutigen Gemeindegebiet.
2023 wurde im Umfeld der Wikingersiedlung der Hortfund bei Haithabu entdeckt, der vermutlich aus der ersten Hälfte des 13. Jahrhunderts stammt.
Der Name Busdorf selbst wurde 1299 als Personenname (Jaan Buzthorp) erstmals erwähnt. Daraus lässt sich auf einen Ortsnamen, der Dorf des Butse bedeutet, schließen. Auf Südjütisch heißt der Ort Bustrop.
In der sogenannten Osterschlacht bei Schleswig am 23. April 1848 während der Schleswig-Holsteinischen Erhebung (1848 – 1851, auch „Drei-Jahres-Krieg“ – dänisch Treårskrigen) wurde das unter dänischer Herrschaft stehende Busdorf durch preußische Truppen unter der Führung des Generals Graf Friedrich von Wrangel, die die Schleswig-Holsteinische Armee unterstützten, eingenommen. Die dänischen Truppen zogen sich daraufhin nach Norden zurück. Busdorf blieb jedoch bis 1864 dänisch und kam nach dem Deutsch-Dänischen Krieg erstmals unter deutsche/preußische Herrschaft (ab 1867 bis 1945 preußische Provinz Schleswig-Holstein).
Im Februar 1930 wurde in dem agrarisch geprägten Busdorf eine NSDAP-Ortsgruppe gegründet, der u. a. Landwirtschaftsfunktionäre angehörten.
Nach dem Zweiten Weltkrieg und dem Zusammenbruch des NS-Staates kam es zu einer erheblichen Zuwanderung von Flüchtlingen nach Schleswig-Holstein, die fast zu einer Verdoppelung der Wohnbevölkerung führte. Es entstanden neue Wohngebiete. Kleine und mittlere Handels-, Handwerks- und Dienstleistungsunternehmen ersetzten landwirtschaftliche Betriebe und siedelten sich beispielsweise im 1998 erschlossenen, südlich gelegenen Gewerbepark Wikingerland an, wo direkt an der Bundesautobahn 7 Partygänger aus weiten Teilen des Landes in der Großraumdiskothek Vineta Tanznächte veranstalten.

## Politik

### Gemeindevertretung
Bei der Kommunalwahl am 14. Mai 2023 wurden insgesamt 15 Sitze vergeben. Von diesen erhielt die CDU sechs Sitze, die Busdorfer Wählergemeinschaft vier Sitze, die SPD drei Sitze und der SSW zwei Sitze.

### Wappen
Blasonierung: „In Blau unter zwei goldenen Löwen hintereinander der goldene Busdorfer Runenstein.“
Heraldisch korrekte Blasonierung: „Unter blauem Schildhaupt, darin (balkenweise) zwei schreitende goldene Löwen, in Blau ein rechteckiger, hochkant gelegter, goldener Stein mit fünf liniengefassten Runenspalten, die rechte schmäler.“
Wappenerklärung:
Die Löwen sind die Schleswigschen Löwen, der Stein der Busdorfer Runenstein.

## Sehenswürdigkeiten
In der Liste der Kulturdenkmale in Busdorf stehen die in der Denkmalliste des Landes Schleswig-Holstein eingetragenen Kulturdenkmale.

### Haithabu und Danewerk

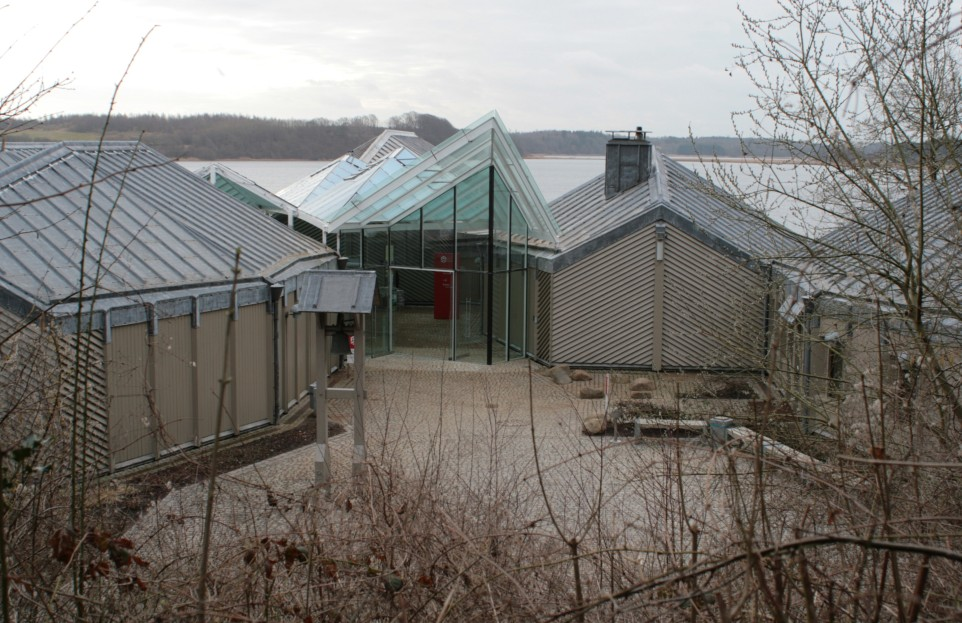
Das Wikinger Museum Haithabu

Haithabu lag vom 9. bis 11. Jahrhundert innerhalb eines Ringwalls am Haddebyer Noor. Die Siedlung war in der Wikingerzeit eines der bedeutendsten wirtschaftlichen, politischen und gesellschaftlichen Zentren Nordeuropas. Nach der Zerstörung der Siedlung im Jahr 1066 wurde von den Bewohnern die Stadt Schleswig gegründet. Auch ein Großteil des Danewerks eines alten Sperrwalls über die Kimbrische Halbinsel, vergleichbar dem Limes oder dem Hadrianswall, liegt im Gemeindegebiet.
Der Siedlungsplatz wurde 1897 von dem Archäologen Sophus Müller wiederentdeckt. Heute werden viele der archäologischen Funde im Wikinger Museum Haithabu in Busdorf ausgestellt.

### Skarthi-Stein
Der Skarthi-Stein, ein Runenstein, wurde 1857 zwischen zwei Grabhügeln im Gemeindegebiet entdeckt. Er soll an einen Gefolgsmann von König Sven Gabelbart erinnern. Die Inschrift des Skarthi-Steins, auch als „Runenstein von Busdorf“ oder „Danewerksstein“ bezeichnet, dessen Übersetzung Wolfgang Laur (1987) vornahm, könnte auf den bei Haithabu gefallenen Hirdmann dieses Dänenkönigs – Skarthi – hindeuten, der zuvor anscheinend Jomswikinger in der Jomsburg in Pommern war. Des Weiteren ist Skarthi als Teilnehmer der Seeschlacht von Hjörungavag an der norwegischen Atlantikküste um 995 bezeugt, in der die Norweger die Dänen und Jomswikinger besiegten. Skarthi konnte in der Gefangenschaft einem führenden Jomswikingerhäuptling das Leben retten und mit ihm, vom Regenten Håkon Jarl (971–995) begnadigt, freikommen. Die Runen-Inschrift würde damit in etwa mit den Aussagen des Werkes „Heimskringla“ (Weltkreis) des isländischen Historikers und Politikers Snorri Sturluson (1178/79–1241) übereinstimmen.

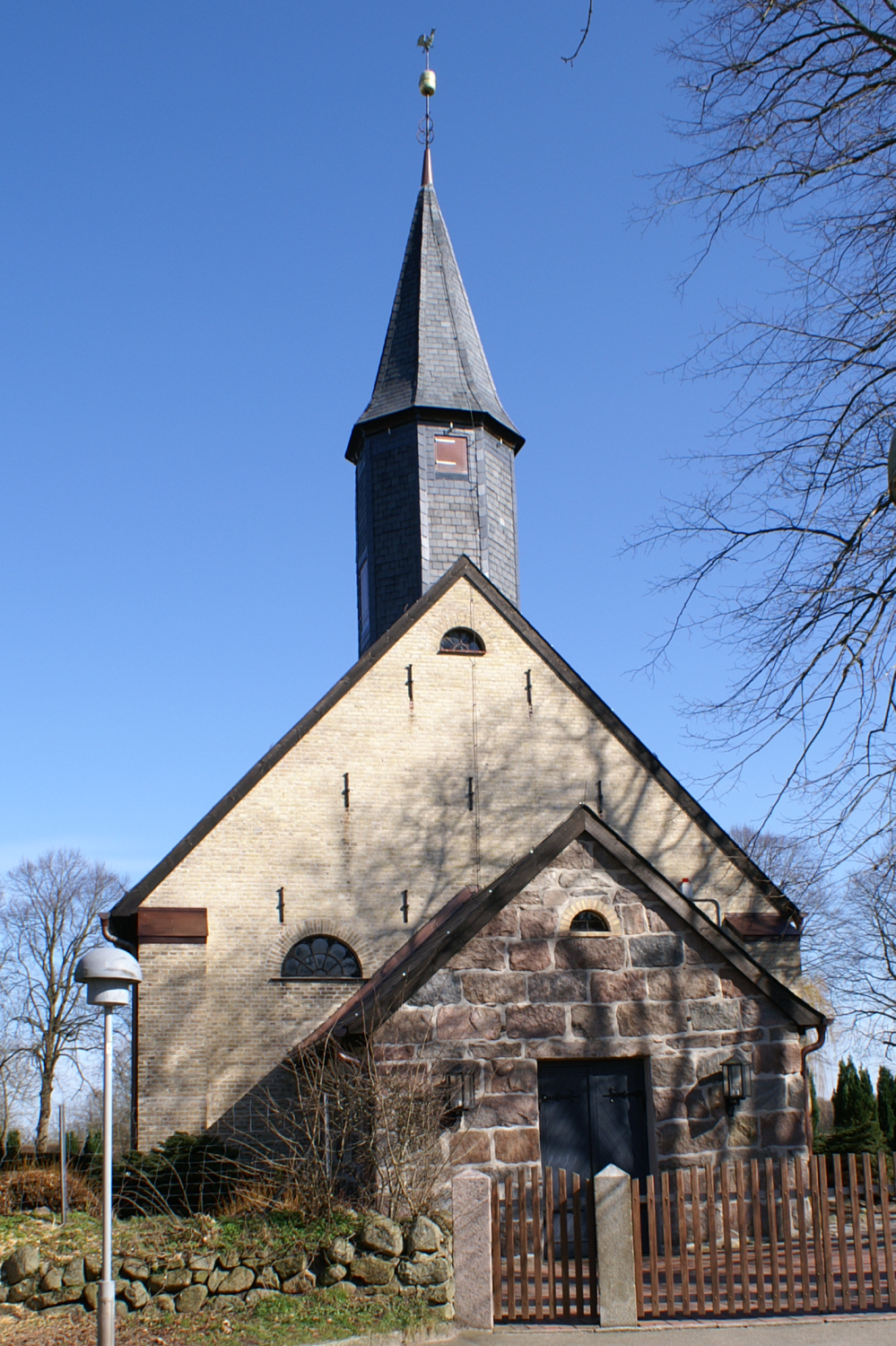
St.-Andreas-Kirche Haddeby

### St.-Andreas-Kirche
Die St.-Andreas-Kirche Haddeby liegt außerhalb des Dorfkerns. Die einschiffige romanische Feldsteinkirche wurde um 1200 errichtet. Von ihr wird gesagt, dass sie sich auf den Grundmauern der Kirche befindet, die Ansgar im Jahr 849 bauen ließ, als er die Wikinger missionieren wollte. Allerdings befindet sich die Kirche außerhalb des historischen Ringwalls an einer der wichtigsten Handelsstraßen in der Region.

## Persönlichkeiten
- Die Politikerin Anke Spoorendonk (SSW) wurde 1947 in Busdorf geboren.
- Die Leiterin des Wikinger Museums Haithabu Dr. Ute Drews wurde 2022 zur Ehrenbürgerin der Gemeinde Busdorf ernannt.[12]

## Sonstiges

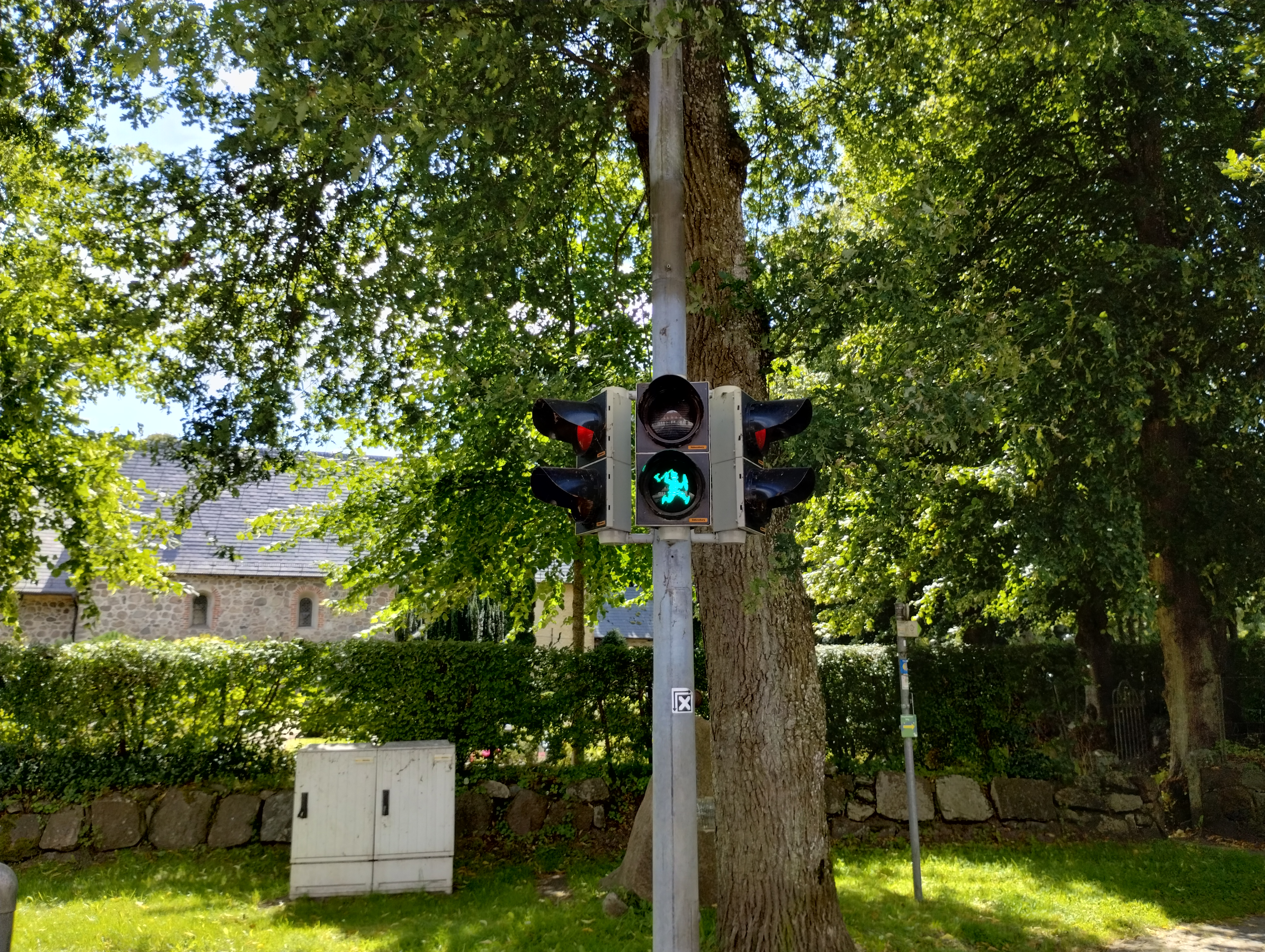
Ampel mit Wikingerfigur bei Haithabu

- Im Ortsteil Haddeby zwischen der Schlei und der Haddebyer Kirche und in unmittelbarer Nähe zum Wikingermuseum Haithabu wurde im April 2025 nach Vorbild ähnlicher Ampeln im dänischen Århus eine Fußgängerbedarfsampel mit Wikingerfiguren ausgestattet. Bei Rot zeigt sich das Wikinger-Ampelmännchen mit Schild und Stopp-Hand, bei Grün wechselt es mit seiner Streitaxt in den Angriffsmodus.[13][14]

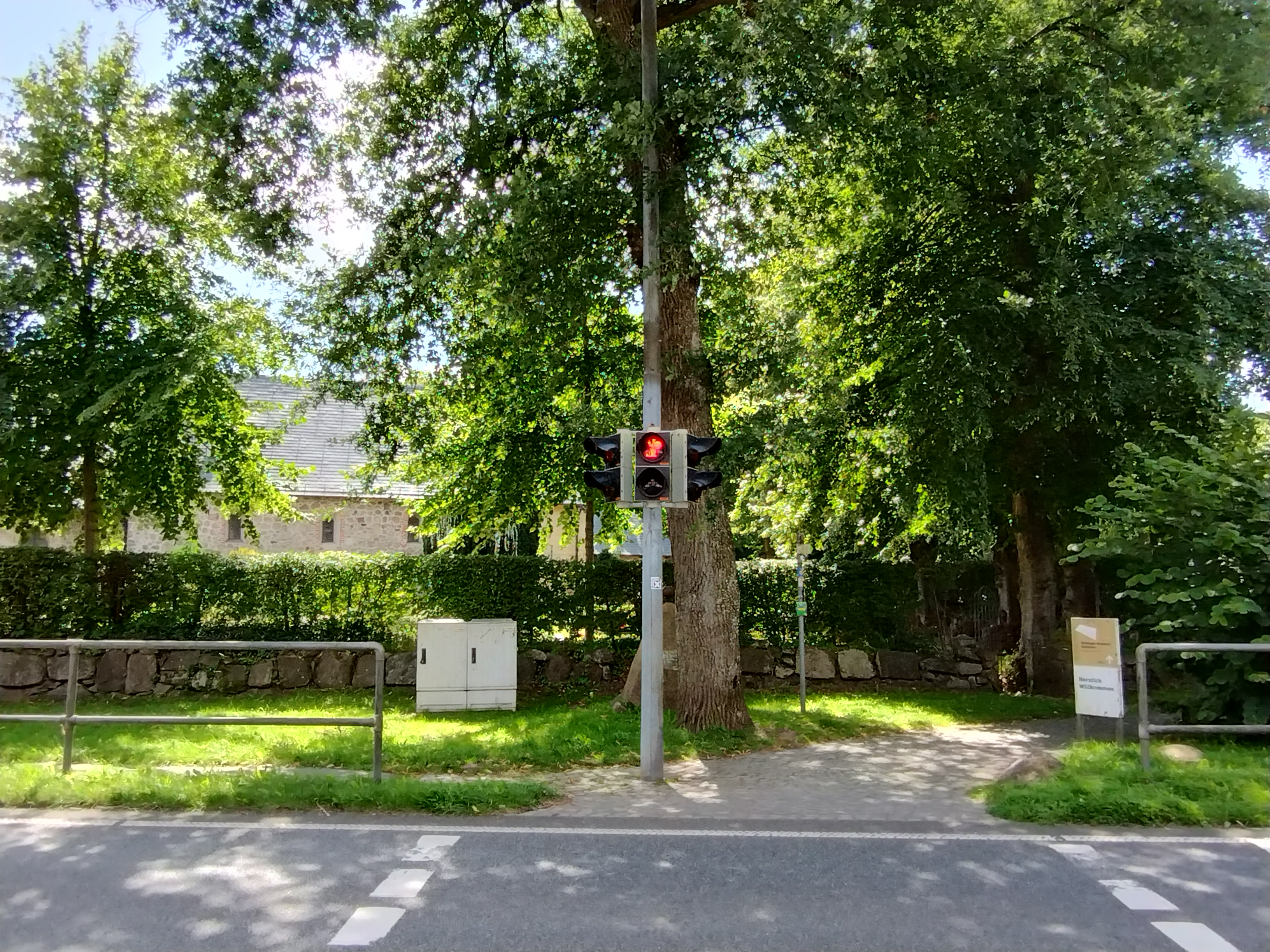
Rote Wikingerfigur